# William Gerard Dwyer
William Gerard Dwyer (Jersey City, Nova Jérsei, 1947) é um matemático estadunidense, que trabalha com topologia algébrica.

## Vida
Dwyer estudou no Boston College, onde obteve o bacharelado em 1969, com um doutorado em 1973 no Instituto de Tecnologia de Massachusetts, orientado por Daniel Kan, com a tese Strong Convergence of the Eilenberg-Moore Spectral Sequence. Na década de 1970 esteve na Universidade Yale e em 1975/1976 no Instituto de Estudos Avançados de Princeton (IAS). É professor emérito da Universidade de Notre Dame.
Dwyer trabalha com homotopia. Foi palestrante convidado do Congresso Internacional de Matemáticos em Berlim (1998: Lie groups and p-compact groups).

## Obras
- com Hans-Werner Henn: Homotopy theoretic methods in group cohomology, Birkhäuser 2001